# Олофиньяна, Сейи
Сейи Джордж Олофиньяна (англ. Seyi George Olofinjana; род. 30 июня 1980, Лагос, Нигерия) — нигерийский футболист, полузащитник. Выступал за ряд английских и норвежских клубов, а также сборную Нигерии.

### Ранняя карьера
Олофиньяна родился в Лагосе и начал свою карьеру в ФК Краун, а потом перебрался в местный «Квара Юнайтед». В течение этого времени он также ворвался в сборную Нигерии, дебютировав за неё в июне 2000 года в победной 3-2 игре с Малави. В 2003 году, окончив университет Огбомошо со степенью в области химического машиностроения, полузащитник переехал в норвежский «Бранн», где отыграл один сезон. Он также сыграл во всех матчах Кубка Африки-2004 в Тунисе, где Нигерия финишировала третьей.

### «Вулверхэмптон»
В июле 2004 года Олофиньяну подписал английский «Вулверхэмптон Уондерерс» за плату 1,7 млн £. Он сразу стал игроком основы, но во втором сезоне получил травму спины и пропусти Кубок Африки-2006. В сезоне 2006-07 Олофиньяна стал лучшим бомбардиром клуба в лиге. Следующий сезон игрок также хорошо начал, но пропустил его значительную часть из-за травмы и участия в Кубке Африки-2008, где Нигерия проиграла в четвертьфинале.

### «Сток Сити»
В июне 2008 года, после неудачной попытки «волков» выйти в Премьер-лигу, Олофиньяна подписал четырёхлетний контракт с новичком премьер-лиги «Сток Сити» (трансфер обошёлся в £ 3 млн). Он забил свой первый гол за клуб в домашнем матче против «Эвертона». В сентябре 2008 года «Сток» принял предложение французского «Монако» о переходе Олофиньяны за 2,5 млн фунтов в межсезонье. Однако переговоры провалились, и Олофиньяна перешёл в «Халл Сити» за 3 млн £.

### «Халл Сити»
Олофиньяна присоединился к «тиграм», боровшимся за выживание в Премьер-лиге, и забил свой первый гол в победном 2-1 матче с его бывшим клубом «Сток Сити» в ноябре 2009 года. Однако команда все-таки вылетела в Чемпионшип в конце сезона, в условиях финансовых проблем. Полузащитник был одним из числа покинувших команду в течение межсезонья, согласившись на долгосрочную аренду в «Кардифф Сити».
В валлийском клубе Олофиньяна воссоединился с Дэйвом Джонсом, который привел его в английский футбол, когда был тренером «Вулверхэмптона». Полузащитник играл регулярно, а команда достигла стадии плей-офф, но проиграла «Редингу» и осталась в Чемпионшипе. После общей сложности 42 матчей за Кардифф, в том числе двух — в плей-офф, было объявлено, что Олофиньяна вернется в Халл после окончания аренды.
Вернувшись в «Халл», Олофиньяна получил тяжелую травму колена и сыграл всего пять матчей в течение сезона 2011-12. Несмотря на более регулярное появление в составе в следующем сезоне, он был отдан в аренду в «Шеффилд Уэнсдей» в марте 2013 года. Здесь он опять воссоединился с Дэйвом Джонсом и помог команде отдалиться от зоны вылета.
В заключение 2012/13 сезона договор Олофиньяны с «Халл Сити» истек, и игрок стал свободным агентом.

### «Шеффилд Уэнсдей»
После ухода из «Халл Сити» Олофиньяна присоединился к «Шеффилд Уэнсдей» 26 октября 2013 года. Свой последний матч за клуб игрок провел, выйдя на замену 26 декабря 2013 года, в матче против «Блэкберн Роверс». В тот же день Олофиньяна покинул клуб из-за истечения срока контракта.

### «Старт»
Проведя восемь месяцев без клуба, Олофиньяна присоединился к норвежскому клубу «Старт» до конца сезона, воссоединившись с Монсом Иваром Мьелде, тренировавшего его в «Бранне». По истечении срока контракта игрок стал свободным агентом.